# 汉斯·格拉夫·冯·斯波内克
汉斯·格拉夫·冯·斯波内克（德語：Hans Emil Otto Graf von Sponeck，全名汉斯·埃米尔·奥托·格拉夫·冯·斯波内克，1888年2月12日—1944年7月23日）是一名德国职业军人。斯波内克出生于杜塞尔多夫，参与了一战及二战。1940年2月晋升为中将；1940年5月14日，他被授予騎士鐵十字勳章。尽管斯波内克并没有参加在1944年7月企图刺杀希特勒的行动，但他仍于1944年7月23日被逮捕并枪决，事先没有进行审判。斯波内克被处决后，遗体被草草埋葬在格默斯海姆。1952年，他的遗体被转移至达恩荣誉公墓安葬。

## 家庭
斯波内克来自德国斯波内克伯爵家族，他的父母是埃米尔·奥古斯特·约瑟夫·安东·冯·斯波内克上尉（1850-1888年）和玛丽亚·斯波内克，原名为玛丽亚·考廷（1856-1927年）。斯波内克育有两个儿子，长子汉斯-克里斯托夫是一名联合国高级外交官，同时也是一名拒服兵役者。次子汉斯-科特在德国空军第五战斗机中队担任中队长。1941年12月，父亲斯波内克被捕后，汉斯-科特也被剥夺指挥权，转移至另一支部队服役。

## 第一次世界大战
1908年，斯波内克以预备军官的身份加入当时驻扎在施潘道的普鲁士陆军第5近卫掷弹兵团服役，同时担任该团第2营的副营长。1915年，正值第一次世界大战，斯波内克所在的部队被调往东线战场作战。在此期间，斯波内克转任第262步兵团的副团长，后来又改任该团的一名连长。1916年，他被调入近卫军总参谋部工作和学习进修，1917年又被调至大总参谋部。一战结束后，斯波内克加入了新组建的魏玛共和国国防军，并在多个军队的参谋部任职。1934年，斯波内克开始在第三炮兵司令部的总参谋部工作，并成功晋升为上校。1937年，斯波内克加入德国空军，并担任柏林和慕尼黑的空军区司令。1938年3月1日他成功晋升为少将，并于1938年7月结束空防工作，重返军队（战斗部队）服役，并于11月被任命为不莱梅第22步兵师师长。

## 第二次世界大战

### 战争初期
1940年初，斯波内克率领的第22步兵师在参与对波兰的进攻后，接受了空降作战训练，开始转变为空降师。1940年5月10日，法国战役打响后，斯波内克指挥的第22空降师参与了夺取海牙的空降行动，但该行动并未取得成功。1940年5月14日，斯波内克被授予骑士铁十字勋章。1941年，斯波内克被调往东线参与对苏战争，担任第332军司令。作为南方集团军群的一部分，他指挥第332军参加了对克里米亚半岛的征服。该年12月底，斯波内克部下辖的第46步兵师控制的刻赤半岛遭遇苏联红军第244步兵师和第83海军陆战旅的登陆，一番交火后成功击退苏军。12月29日，苏联第44集团军的部分部队在费奥多西亚登陆，德军第42军面临被包围的威胁。由于当时军团后方即将被切断，斯波内克在没有咨询其上级——埃里希·冯·曼施坦因领导的第11集团军的情况下，下令部队撤离刻赤半岛。尽管成功带领部队免于被包围全歼，但斯波内克将为自己的抗命及擅自行动付出代价。

### 接受审判并服刑
1941年12月31日，斯波内克因擅自撤退而被解除指挥权，由赫尔曼·戈林下令押回柏林并主持军事法庭审判。1942年1月23日，斯波内克因“在战场上疏忽不服从”而被判处死刑。1942年2月22日，阿道夫·希特勒将刑期减为六年。

### 处决
尽管斯波内克在狱中与密谋刺杀希特勒的刺客没有任何接触，但高莱特·约瑟夫·布尔克尔依旧积极支持处决这位在狱中的军人。1944年7月23日，希姆莱正式签署命令，斯波内克被枪决处死，尸体随后埋葬于格默斯海姆。

## 战后与争议
二战结束后，斯波内克的遗体于1952年被发现，并转移至达恩荣誉公墓下葬。德国政府为了纪念施波内克，在格里斯海姆建立了空军基地（斯内波克指挥空降兵并曾担任空军司令），周围的街道和纪念碑也以他的名字命名。然而，2015年，埃里克·格里默-索勒姆在《军事史杂志》上发表了一篇文章，调查了施波内克“1941年乌克兰南部和克里米亚犯下的无数战争罪和反人类罪”，格里斯海姆爆发了民众抗议。最后根据德国政府和联邦议院的决定，德国空军将施波内克空军基地（“汉斯伯爵·施波内克将军兵营”）更名为“南普法尔茨兵营”。
历史学家格茨·阿里在其作品中称“斯波内克与纳粹制度的灭绝政策之间没有任何距离，在进攻苏联的前两天，他下令隔离并杀害犹太战俘。”